# Ekiti
Ekiti är en delstat i sydvästra Nigeria, i inlandet, väster om Nigerfloden. Den bildades 1996, och var tidigare en del av delstaten Ondo. 